# Чико, ја тебе гледам са неба
Чико, ја тебе гледам са неба је песма је Добрице Ерића, написана у знак сећања на Милицу Ракић и сву децу преминулу у НАТО бомбардовању 1999. године. Прва и последња строфа су одабране од стране жирија, међу којима је био и аутор стихова, да буду епитаф на спомен-чесми посвећеној Милици, која се налази на улазу игралишта које носи њено име.

## Позадина
Током 78 дана бомбардовања СР Југославије, према подацима професора др Живојина Алексића са Правног факултета, у НАТО бомбардовању страдало је 81 дете. Погинули су у Нишу, Врању, Владичином Хану, Новом Пазару, Варварину, Раљи, Батајници, Мердару, Сурдулици, Грделичкој клисури и Мурину. Страдала Милица Ракић, трогодишња девојчица из Батајнице, је постала симбол страдања деце током бомбардовања. Песник Добрица Ерић је, осим ове песме, написао још шест песама посвећених Милици.
| „                                      | Захваљујем се свима који не остављају наше дете да буде заборављено и који враћају заборављена сећања на све жртве, као што су херојске жртве Кошара. | ” |
| — Душица Ракић, мајка преминуле Милице | |   |